# 3인의 밀객
3인의 밀객은 한국에서 제작된 이혁수 감독의 1976년 영화이다. 임은주 등이 주연으로 출연하였고 김인동 등이 제작에 참여하였다.

## 출연

### 주연
- 임은주
- 최병철
- 김청자

### 조연
- 최준
- 박광진
- 석인수
- 임해림
- 임성포
- 윤일주
- 최재호
- 김용학
- 마도식
- 김왕국
- 최성규

## 제작진
- 제작부장: 임철호
- 제작부장: 임달오
- 조명: 최입춘
- 녹음: 유창국
- 음향효과: 윤덕영
- 소품: 이월호
- 무술감독: 남충일